# Náksi Attila
Náksi Attila (Budapest, 1971. november 21. –) magyar lemezlovas, zeneszerző, zenei producer.

## Zenei pályafutása
Gyermekkorában hat évig trombitált. 1989-ben Dömötör Sándorral megalapította a Soho Party nevű együttest, mely a hazai dance műfaj egyik úttörőjévé vált.
1996-ban megalapította saját lemezkiadó cégét, az Oxigen Music-ot, mely saját, illetve vendég dj-k lemezeit adja ki. A cég 2000-ben a Sony Music Hungary része lett, majd független kiadóként dolgozott tovább. 2005-ben kiegészült a kizárólag a nemzetközi zenei piacra dolgozó Dancemania Recordings labellel.
Pályafutása során több ismert magyar dance-, illetve house-előadóval is együttműködött. Ezek közül a legfontosabb:
- Dömötör Sándor (Soho Party)
- Betty Love (dalszöveg, zene)
- Brunner Zsolt (Náksi vs. Brunner formáció)
- Pa-Dö-Dő együttes (zene)

2002-től Brunner Zsolttal együtt a Náksi vs. Brunner páros a Budapest Parádé hivatalos himnuszának készítője. A dalokat Micheller Myrtill énekelte. Az elkészült Bp. Parádé himnuszok címe, és éve:
- 2006: A hetedik
- 2005: Mindenki!
- 2004: Budapest száll!
- 2003: Csak 1 nap van
- 2002: Nézz az ég felé!

A Náksi vs. Brunner páros (Stereo Palma néven is ismertek) rendszeresen turnézik Magyarországon, és a Kárpát-medence magyarok lakta vidékeinek diszkóiban . Budapesten rendszeresen fellépnek az egyik legnagyobb fővárosi diszkóban, a Bank Dance Hallban.

## Diszkográfia (1999-től)

### Mixlemezek
- Summertime 2006 (2006)
- Dancemania 2005 (2005. december)
- SANDWICH MANIA (2004. október)
- Sunshine 2004 (2004. április)
- Trance Rave (2004. február)
- Club Sandwich 5. (2003. október)
- Sunshine 2003. (2003. április)
- Club Sandwich 4. (2002. október)
- Sunshine 2002. (2002. május)
- Club Sandwich 3. (2001. november)
- Sunshine 2001. (2001. április)
- Club Sandwich 2. (2000. november)
- Club Sandwich 99 (1999. október)

### Saját számok
- Náksi vs. Brunner feat. Myrtill - Az én életem (2008)
- Náksi vs. Brunner feat. Myrtill – PARADE 2005 (2005. szeptember)
- Náksi vs. Brunner feat. Myrtill – MINDENKI! (2005. augusztus)
- Náksi vs. Brunner – Rodina (2005. május)
- Náksi vs. Brunner – Sex Clubs & Friends (2004. október)
- Náksi vs. Brunner feat. Myrtill – Szivárvány (2004. október)
- Náksi vs. Brunner feat. Myrtill – Budapest száll! (2004. július)
- Trance Rockers – Behind Blue Eyes (2004. május)
- Oxigen – Behind Blue Eyes (2004. május)
- Náksi vs. Brunner – B-Day (2004. február)
- Náksi vs. Brunner – Bakelit (2004)
- Náksi & Brunner – Just one day (2004)
- Náksi vs. Brunner – Csak egy nap van (2003)
- Náksi vs. Brunner feat. Myrtill – Sunshine (2003)
- Náksi vs. Brunner feat. Myrtill – Nézz az ég felé (2002)
- Náksi vs. Brunner feat. Myrtill – Szállj! (2002)
- Náksi vs. Brunner feat. Myrtill – Come on (2001)
- Náksi vs. Brunner feat. Myrtill – Gyere velem (2001)
- Sterbinszky feat. Náksi vs. Brunner – 1492/Fly away with me (2000)
- Groovemonkey – Beat 2000 (2000)
- Náksi vs. Brunner pres. Chantal – Minden nap várj (2000)
- Náksi vs. Brunner pres. Balage – Soha ne mondd (2000)
- Náksi vs. Brunner – Influenza (2000)
- Náksi vs. Brunner – Forog a föld (1999)
- Bengagirls – Sex Club House (1999)
- Náksi vs. Brunner – Pumpáld a hangerőt! (1999)

### Remixek
- Mike Newman – Dubble Dubby (Náksi vs. Brunner Remix) (2006. április)
- Karányi – I May Be Your Star (2005. november)
- Peat Jr & Fernando – Végtelen nyár (2005. július)
- Kistehén Tánczenekar – Szájbergyerek (D.O.N. Deejay's remix) (2005. április)
- Collins & Behnam – U Make The Rules (2005. március)
- Bárány/Jován – Infinity (The Perfect Harmony) (2005. március)
- Shane 54 & Dj Junior – 69 (2004. július)
- Sterbinszky & Bruckmann – Club rotation (2004. március)
- DJ Tocadisco - Nobody (Likes The Records That I Play)
- Kozmix – Minden most kezdődik el (2004)
- Spy The Ghost – Partytime (2003. december)
- Tranzident – Vasted life (2003)
- Shane 54 – Vampire (2003)
- Betty Love – …annyi minden vár még ránk (2003)
- Ámokfutók – Maradj velem (2003)
- Szeifert – Travelling to happiness (2003)
- Platinum – Királylány (2002)
- Bíborszél – Igazi kincs (2002)
- Vándorok – Christina (2002)
- B-52 – Búcsúzik az ezüst nyár (2002)
- Pierrot – Szerelemittas nyár (2002)
- Skyland – Mindenki itt van! (2002)
- Betty Love – Tőled szép (2002)
- ATB – Let U Go (2001)
- Zombie Nation – Krenkraft Náksi vs. Brunner Zombie mix (2001)
- Platinum – Álmodj velem (2001)
- Underdog Project – Summer jam (2001)
- Bíborszél – Várlak (2001)
- Füstifecskék – Megamix (2001)
- Volvox – Taps (2001)
- Coffein – Trópusi nyár (2001)
- Pa-Dö-Dő – Jó nekem így (2001)
- V-Tech – Nem kell várnod (2001)
- Platinum – Hazudós lány (2001)
- Spigiboy – Theme from E-klub (2001)
- Skyland- Hegyeken túl (2001)
- Crystal – Vigyázz rám (2001)
- Tribal Funk – Találj rám (2001)
- Betty Love – Itt vagyok veled (2000)
- Sterbinszky – 1492/Fly Away with Me (2000)
- Betty Love – Fáj még a szó (2000)
- Betty Love – Olyan mint a méz (2000)
- Dj Newl & Budai – Blue nights are beautiful (2000)
- Kozmix – Gyöngyhajú lány (2000)
- DJ BoBo feat. Betty Love – Why to Your Heart/Mi az a szó (2000)
- TNT – Miért vagy szomorú? (2000)
- Boogie Knights – Jól rázd meg (1999)
- Betty Love – Repülj velem (1999)

## Külső hivatkozások
- Hivatalos oldala
- Náksi Attila: Elfáradt, kiégett a régi zenénk és vele mi is
- DJ Náksi az mp3 mellett